# Линолеум
Линолеум је врста подне облоге. Он је мек, водоотпоран, пригушава звук, израђен је на бази природног или синтетичког каучука који служи као спојно средство за плуту, дрвену масу, тканину, јуту и сл. Често је замењивано са покривачем од ПВЦ-a, али је он мекши, дебљи и више подсећа на гуму.

## Историја
Првобитно је линолеум подни покривач од плуте где су поједини делови плуте спајани са каучуком. Он је први пут израђен 1844. године Е Головејем. 1860. употребио је Валтон као сопјно средство за плуту уместо каучука ланено уље. Уместо плуте се данас употребљава дрвени прах или јута.
Линолеум је природан производ који не нарушава природну средину. Од половине 20. века се замењује са ПВЦ производима који су мање подложне пожарима једноставније се производе и јефтинији су. Њима се може имитирати дрво, камен и сл. Позитивне особине за линолеум су и могућности лепљења и ниже могућности за набијање електрицитетом.
Употребљава се због својих добрих хигијенских особина у болницама  и здравственим установама. Због својих разноликих боја и разних узорака побољшава изгледе ентеријера. Најчешће се одржава восковањем површине јер без овога оксидира.